# Miss Croația

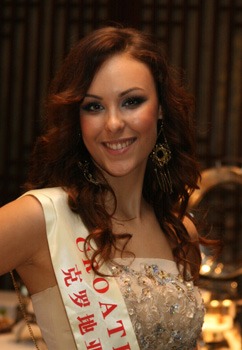
Miss Croatia 2007, Tatiana Jeremici

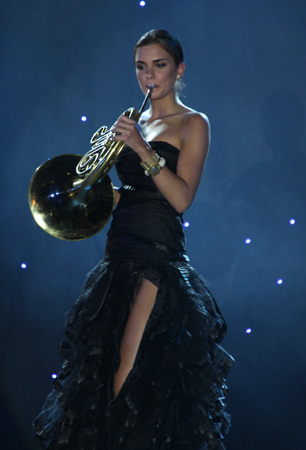
Miss Croatia 2008, Iosipa Kusici

Miss Croația este un concurs de frumusețe național la care pot participa numai femei necăsătorite din Croația. Concursul are loc din anul 1992, câștigătoarele pot candida la concursul Miss World.  

## Miss Croația
| Anul | Miss Croația     | Locul      |
| ---- | ---------------- | ---------- |
| 1992 | Elena Šuran      | Rovinj     |
| 1993 | Fani Čapalija    | Split      |
| 1994 | Branka Bebić     | Metković   |
| 1995 | Anica Martinović | Berlin     |
| 1996 | Vanja Rupena     | Umag/Koper |
| 1997 | Martina Novosel  | Zagreb     |
| 1998 | Lejla Šehović    | Dubrovnik  |
| 1999 | Ivana Petković   |            |
| 2000 | Andreja Ćupor    | Ozalj      |
| 2001 | Rajna Raguž      | Drenovci   |
| 2002 | Nina Slamić      | Šibenik    |
| 2003 | Aleksandra Grdić | Virovitica |
| 2004 | Ivana Žnidarić   | Čakovec    |
| 2005 | Maja Cvjetković  | Šibenik    |
| 2006 | Ivana Ergić      | Vodice     |
| 2007 | Tajana Jeremić   | Vukovar    |
| 2008 | Josipa Kusić     | Imotski    |
| 2009 | Ivana Vašilj     | Köln       |

## Titluri internaționale
| Miss World | Miss World       | Locul     |
| ---------- | ---------------- | --------- |
| 1993       | Fani Čapalija    | finalistă |
| 1994       | Branka Bebić     | finalistă |
| 1995       | Anica Martinović | locul 2   |